# Торакопластика
Торакопластика (от др.-греч. θώραξ — грудь, грудная клетка и πλαστική — ваяние, пластика) — хирургическая операция, которая заключается в резекции рёбер и проводится с целью уменьшения объёма грудной полости. Термин ввёл швейцарский фтизиатр Карл Шпенглер.
Во второй половине XIX века была основным методом лечения деструктивных форм туберкулёза. Первая операция была выполнена Квинке (H. I. Quincke) в 1886 году. В 1890 году Шеде (М. Schede) для лечения хронической эмпиемы плевры предложил удалять над остаточной полостью ребра вместе с надкостницей, межреберными мышцами, утолщенной плеврой. В 1911 —1912 годах  Ф. Зауэрбрух разработал новую методику, при которой удалялись только паравертебральные отрезки ребер. 
Первую в России операцию торакопластики провёл в 1917 году Н. Г. Стойко.
В дальнейшем была почти полностью вытеснена химиотерапией и хирургическими операциями с прямым доступом к лёгкому.
Основными показаниями к торакопластике являются деструктивные формы туберкулеза легких и эмпиема плевры различного происхождения. Осложнения возникают достаточно редко, в основном со стороны травмированных во время операции близлежащих органов. Летальность около 1%.